# هيا بنت عبد العزيز آل سعود
هيا بنت عبد العزيز آل سعود (1919 - 2 نوفمبر 2009) إحدى بنات الملك عبد العزيز آل سعود وكانت عضو في مجلس النواب السعودي.